# Каква (река)
Ка́ква — горно-таёжная река на севере Свердловской области России, правый приток реки Сосьвы. Длина — 170 км. Площадь водосбора — 1970 км².
Исток на юге от лесной перемычки, соединяющей г. Ольвинский Камень (1041,6 м) и Каквинский хребет (892,0 м). Скорость течения до 0,8 м/с. Урез устья 71,3 м. На берегах встречаются живописные скальные обнажения, пещеры Мрака, Жилище Сокола. В нижнем течении сильно петляет. В 15 км от устья расположен город Серов, в 105 км — посёлок Каквинские Печи. На реке построено Киселёвское водохранилище, на котором расположена Киселёвская малая ГЭС. Водохранилище восстанавливается после разрушительного наводнения 1993 года, нанёсшего огромный ущерб городу Серов. Встречаются таймень, хариус, щука, окунь, язь, чебак, налим, карась, линь и ерш.
Этимология названия не установлена, вероятно мансийское или коми-пермяцкое происхождение.
Название переводится с мансийского: как — «чистая», ва — «вода». Каква — «чистая вода».

## Притоки
- 29 км: Замарайка
- 68 км: Тота
- 74 км: Талица
- 84 км: Галка
- 86 км: Горновая
- 104 км: Валенторский Исток
- 118 км: Оньша
- 123 км: Лягушка
- 139 км: Ольва
- 141 км: Ломовая
- 148 км: Буртымка
- 149 км: Козья
- 155 км: Южная Каква

## Достопримечательности
- Геоморфологические памятники природы Жилище Сокола и Пещера Мрака — (карстовые пещеры), в окрестностях посёлка Веселовка на левом берегу реки.
- Геоморфологический и ботанический памятник скала Шихан в окрестностях турбазы «Шихан» на правом берегу реки в окрестностях Краснотурьинска.
- Ботанический памятник Тетерькинский кедровник (при впадении в Какву реки Тетерьки).